# Na wysokiej górze
Na wysokiej górze (ros. Высокая горка, Wysokaja gorka) – radziecki animowany film krótkometrażowy z 1951 roku w reżyserii Leonida Amarlika i Władimira Połkownikowa. Oparty na motywach bajki Witalija Biankiego. 

## Fabuła
Wiosną wszystkie ptaki szukają miejsc na założenie swoich gniazd. Czyżyki znajdują starą dziuplę, natomiast parze wróbli ciągle nic nie odpowiada. Wróbel Ćwir wchodzi ze wszystkimi w konflikty. Mimo protestów jego małżonki zamieszkują na dachu domu w gospodarstwie, gdzie mieszka kot. Zwierzak niszczy ich gniazdo. W końcu przenoszą się w miejsce, które wcześniej zostało im zaproponowane. Kiedy i tu zakrada się kot, grupa ptaków płoszy go.

## Obsada (głosy)
- Gieorgij Wicyn jako Wróbel Ćwir
- Irina Goszewa
- Klemientina Rostowcewa
- Anastasija Zujewa

## Animatorzy
Nadieżda Priwałowa, Wiaczesław Kotionoczkin, Fiodor Chitruk, Rienata Mirienkowa, Władimir Danilewicz, Mstisław Kupracz, Michaił Botow, Tatjana Taranowicz

## Wersja polska
Seria: Bajki rosyjskie (odc. 24)
W wersji polskiej udział wzięli:
- Małgorzata Sadowska
- Cezary Kwieciński jako Wróbel Ćwir
- Monika Wierzbicka
- Ryszard Olesiński

I inni
Realizacja:
- Reżyseria: Stanisław Pieniak
- Teksty piosenek i wierszy: Andrzej Brzeski
- Opracowanie muzyczne: Janusz Tylman
- Dźwięk: Robert Mościcki, Jan Jakub Milęcki, Joanna Fidos
- Montaż: Jolanta Nowaczewska
- Kierownictwo produkcji: Krystyna Dynarowska
- Opracowanie: Telewizyjne Studia Dźwięku – Warszawa
- Lektor: Jacek Bończyk